# 2014 PN70
2014 PN70 (anteriormente etiquetada g12000JZ por la nomenclatura definida el telescopio espacial Hubble (HST), y g1 o PT3 en el contexto de la misión New Horizons) es un objeto del cinturón de Kuiper ( KBO ) y era un posible objetivo para ser sobrevolado por la sonda New Horizons.

## Descubrimiento y denominación
Descubierto durante una campaña de observación destinada a buscar objetivos del KBO para ser sobrevolados por la sonda New Horizons. Las observaciones, desde el HST, comenzaron en junio del año 2014, siendo las más exhaustivas entre los meses de julio y agosto. Su magnitud es de 26,4, siendo demasiado débil para poder ser observadas con otros telescopios. Fue visto por vez primera durante las observaciones del 6 de agosto de 2014, siendo designado g12000JZ en ese momento, apodado gl para abreviar. En octubre del año 2014, la NASA reveló que podría ser un objetivo potencial para ser sobrevolado, siendo designado PT3; dándosele el nombre oficial definitivo de 2014 PN70, pero no fue conocido así hasta marzo del año 2015 que el Centro de Planetas Menores decidió bautizarlo cuando se hubo recopilado mayor y más fiable información sobre su órbita.

## Características
Su diámetro oscila entre aproximadamente 35-120 km (22-75 mi).

## Exploración
Tras haber conseguido su objetivo sobre Plutón, redireccionaron la sonda New Horizons para poner rumbo al KBO y sobrevolar al menos uno de los posibles objetivos seleccionados, 2014 PN70 (PT3) pasó a posicionarse en segundo objetivo tras 2014 MU69 (PT1) que era seguro el primer objetivo, 2014 OS393 (PT2) dejó de ser un objetivo potencial debido a su distancia y a la escasez de combustible.
El 28 de agosto de 2015, el equipo de New Horizons anunció que 2014 MU69 sería definitivamente el próximo objetivo a sobrevolar.